# Dyrekcja Generalna Komisji Europejskiej ds. Pomocy Humanitarnej i Ochrony Ludności
Dyrekcja Generalna Komisji Europejskiej ds. Pomocy Humanitarnej i Ochrony Ludności (ECHO, poprzednio Biuro Pomocy Humanitarnej Wspólnoty Europejskiej) – departament Komisji Europejskiej właściwy do spraw dotyczących pomocy humanitarnej i ochrony ludności.
W 2013 r. UE przekazała w ramach ECHO 1,35 mld EUR na pomoc w sytuacjach kryzysowych. Od 2000 r. UE jest co roku drugim pod względem znaczenia dawcą pomocy humanitarnej (według danych dostępnych do 2012 roku). Razem z państwami członkowskimi UE jest natomiast największym dawcą pomocy humanitarnej (w 2009 r. wartość tej pomocy stanowiła ponad połowę łącznej wartości pomocy humanitarnej udzielonej w tym roku). Finansowane przez ECHO projekty rocznie obejmują ponad 120 mln ludzi w 90 krajach.
W ramach prowadzonych działań humanitarnych ECHO nie wdraża samodzielnie konkretnych programów pomocy, ale finansuje je za pośrednictwem sieci ponad dwustu partnerów (m.in. organizacji pozarządowych, agencji ONZ oraz organizacji międzynarodowych takich jak Międzynarodowy Ruch Czerwonego Krzyża i Czerwonego Półksiężyca). W 2013 r. DG ECHO miała 44 biura terenowe w 39 krajach, w których pracowało 149 zagranicznych specjalistów ds. pomocy humanitarnej i 315 osób personelu krajowego. Biura te sporządzają bieżące analizy dotyczące istniejących i szacowanych potrzeb w danym kraju lub regionie, uczestniczą w opracowywaniu strategii interwencyjnych i zasad działania, zapewniają wsparcie techniczne dla operacji finansowanych przez ECHO, odpowiednio monitorują wspomniane działania interwencyjne oraz ułatwiają koordynację działań dawców pomocy na szczeblu lokalnym.
Oprócz finansowania pomocy humanitarnej ECHO również kieruje unijnym mechanizmem ochrony ludności. Ten ustanowiony w 2001 r. mechanizm promuje współpracę krajowych organów zajmujących się ochroną ludności w Europie. Obecnie w mechanizmie uczestniczy 31 krajów (wszystkie 28 państw członkowskich UE oraz Islandia, Norwegia i była jugosłowiańska republika Macedonii). W ramach wspomnianego mechanizmu kraje te mogą udzielać skoordynowanej pomocy ofiarom klęsk żywiołowych i katastrof spowodowanych przez człowieka w Europie i na całym świecie.
Po przyznaniu UE Pokojowej Nagrody Nobla w 2012 r. Komisja José Manuela Barroso przyjęła w imieniu UE środki towarzyszące tej nagrodzie, a następnie przeznaczyła je na nową inicjatywę „Dzieci pokoju”. W 2013 r. na projekty w ramach tej inicjatywy przeznaczono ok. 2 mln EUR. W 2014 r. kwotę tę zwiększono do 4 mln EUR.

## Historia
Biuro Pomocy Humanitarnej Wspólnoty Europejskiej (European Community Humanitarian Aid Office, ECHO) zostało utworzone w 1992 r. przez Drugą Komisję Jacques’a Delorsa. W związku z odejściem od nazwy Wspólnota Europejska w 2009 r. biuro to zaczęło być nazywane Dyrekcją Generalną Komisji Europejskiej (lub Unii Europejskiej) ds. Pomocy Humanitarnej, ale skrót ECHO nadal pozostawał w użyciu.
Mianowanie nowego komisarza w 2010 r. z kompetencjami umożliwiającymi współpracę międzynarodową, udzielanie pomocy humanitarnej i reagowanie w sytuacjach kryzysowych jest zgodne z art. 214 i 196 Traktatu z Lizbony, gdzie pomoc humanitarna i ochrona ludności odgrywają znaczącą rolę. Oficjalna nazwa biura ECHO została zmieniona na Dyrekcję Generalną ds. Pomocy Humanitarnej i Ochrony Ludności. Wynikało to m.in. z faktu przeniesienia jednostki zajmującej się ochroną ludności z DG ds. Środowiska do DG ECHO. Wspomniana transformacja jest uznawana za kolejną fazę usprawniania współpracy i procesu podejmowania decyzji w obszarze, w którym od szybkości reakcji zależy życie ludzkie.
Unijny mechanizm ochrony ludności wiązał się z ustanowieniem nowego Centrum Koordynacji Reagowania Kryzysowego (ERCC) – ośrodka zajmującego się ochroną ludności, którego zadaniem było monitorowanie klęsk żywiołowych oraz zwiększenie poziomu gotowości i odporności na klęski żywiołowe w krajach na nie podatnych. Ostatnio unijny mechanizm ochrony ludności został zastosowany podczas powodzi w Serbii oraz Bośni i Hercegowinie.

## Mandat i zasady
W obszarze pomocy humanitarnej mandat DG ECHO obejmuje udzielanie pomocy w sytuacjach nadzwyczajnych oraz pomocy doraźnej (w formie dóbr i usług) ofiarom konfliktów, klęsk żywiołowych lub katastrof spowodowanych przez człowieka poza granicami UE. Zakres mandatu rozciąga się również na zapobieganie takim klęskom lub katastrofom oraz działania następcze.
Europejska pomoc humanitarna opiera się na zasadach humanitarnych obejmujących zasady humanitaryzmu, neutralności, bezstronności i niezależności. Jej udzielanie zależy zatem od zastosowania przepisów międzynarodowego prawa humanitarnego (MPH).
- Zasada humanitaryzmu oznacza, że ludzkie cierpienie musi spotkać się z reakcją w każdych okolicznościach, zwłaszcza w przypadku osób znajdujących się w najtrudniejszym położeniu.
- Zasada neutralności oznacza, że pomoc humanitarna nie może faworyzować żadnej ze stron konfliktu zbrojnego lub innego sporu.
- Zasada bezstronności oznacza, że pomoc humanitarna musi być udzielana wyłącznie w zależności od potrzeb, bez dyskryminacji.
- Zasada niezależności oznacza, że cele humanitarne są niezależne od celów politycznych, gospodarczych, wojskowych itp.

W 2007 r. z inicjatywy komisarza Louisa Michela Komisja Europejska przyjęła dokument zatytułowany „Konsensus europejski w sprawie pomocy humanitarnej” – pierwszy w Europie tekst polityczny poświęcony pomocy humanitarnej. W pracach nad tym dokumentem aktywnie uczestniczyły organizacje pozarządowe, a sam dokument może być uznany za „tekst najbardziej kompleksowy i najlepiej oddający wspólne stanowisko organizacji pozarządowych”. Wspomniany dokument potwierdza również znaczenie zasad humanitaryzmu, bezstronności, neutralności i niezależności jako podstawowych zasad humanitarnych. Ponadto stwierdza, że „pomoc humanitarna nie jest narzędziem zarządzania kryzysowego”.
W 2012 r. DG ECHO przygotowała pierwszą od swojego utworzenia nowelizację Konsensusu, podkreślając potrzebę tworzenia silniejszych partnerstw w drodze wybierania lepszych partnerów i zapewnienia większej odpowiedzialności wobec obywateli i zainteresowanych stron.
W 2012 r. DG ECHO i inni dawcy pomocy we współpracy ze Stałym Komitetem Międzyinstytucjonalnym (IASC) przygotowali również plan reform systemu pomocy humanitarnej (ang. Transformative Agenda). Uzgodniono wówczas zasady kierowania, koordynacji i odpowiedzialności dotyczące działań humanitarnych, których celem było zwiększenie efektywności, skuteczności i szybkości reakcji humanitarnej. Ponadto w mandacie DG ECHO uwzględniono ochronę ludności, aby podczas klęsk i katastrof lepiej chronić taką ludność oraz zapewnić ściślejszą współpracę władz krajowych i organizacji międzynarodowych.

## Ustawodawstwo
Od wejścia w życie Traktatu z Lizbony działania Unii Europejskiej z zakresu pomocy humanitarnej są regulowane w art. 214 Traktatu o funkcjonowaniu Unii Europejskiej. W przypadku pomocy humanitarnej kompetencje są równolegle rozdzielone. Oznacza to, że UE prowadzi w tym zakresie politykę autonomiczną, która ani nie zabrania państwom członkowskim wykonywania ich kompetencji, ani nie czyni z polityki UE zwykłego uzupełnienia działań podejmowanych przez państwa członkowskie.
Do tego czasu pomoc humanitarna była domyślnie regulowana w art. 179 Traktatu WE (polityka rozwoju). Należała wówczas do kompetencji komisarza ds. rozwoju – najpierw Louisa Michela, a następnie Karela de Guchta w czasie kadencji Pierwszej Komisji José Manuela Barroso. Do rangi odrębnej polityki pomoc humanitarna została podniesiona w Traktacie z Lizbony zmieniającym Traktat UE.
Zgodnie z definicją w art. 214 działania UE w dziedzinie pomocy humanitarnej mają na celu niesienie doraźnej pomocy i opieki dla ludności w państwach trzecich, która stała się ofiarą klęsk żywiołowych lub katastrof spowodowanych przez człowieka. W art. 214 powtórzono również zasady pomocy humanitarnej, w tym zasadę poszanowania prawa międzynarodowego oraz zasady humanitaryzmu, bezstronności, neutralności i niedyskryminacji.
W 2013 r. Komisja przyjęła nowe przepisy dotyczące unijnego mechanizmu ochrony ludności. Przepisy te umożliwiają lepszą koordynację i wsparcie działań na rzecz poprawy efektywności w obszarach zapobiegania klęskom i katastrofom oraz zapewniania gotowości i reagowania na klęski i katastrofy. Wspomniane przepisy określają dobrowolną pulę wcześniej zgłoszonych zdolności reagowania państw członkowskich, szkolenia dla pierwszych podmiotów zainteresowanych oraz nowe podejście do zarządzania ryzykiem związanym z klęskami i katastrofami w przypadku 31 krajów uczestniczących w mechanizmie.
W Traktacie z Lizbony ustanowiony został również Europejski Ochotniczy Korpus Pomocy Humanitarnej (art. 214 Traktatu o funkcjonowaniu Unii Europejskiej), do którego mogą przystąpić Europejczycy zainteresowani bezpośrednim włączeniem się w działalność humanitarną.

## Wolontariusze Pomocy UE
Komisja Europejska wdrożyła inicjatywę zmierzającą do utworzenia ponad 18 tys. stanowisk pracy dla wolontariuszy z UE, którzy w latach 2014–2020 chcą zaangażować się w działania humanitarne na świecie. W ramach tej inicjatywy wolontariusze przechodzą odpowiednie szkolenia, po ukończeniu których są kierowani do pracy w certyfikowanych organizacjach humanitarnych. Ponadto uzgodniono pomoc finansową, zwłaszcza na działania zmierzające do poprawy poziomu ochrony ludności i odporności na klęski i katastrofy, dla pięciu projektów pilotażowych, do których w 2012 r. zaangażowano ok. 150 wolontariuszy.
W lutym 2014 r. Parlament Europejski przyjął w głosowaniu tę inicjatywę. Dzięki niej wolontariusze będą mogli uczestniczyć w finansowanych przez UE akcjach pomocy humanitarnej na świecie, pracować w organizacjach humanitarnych na obszarze UE lub wspomagać działania humanitarne online z domu.
Uczestniczące w inicjatywie organizacje pozarządowe są wcześniej poddawane procesowi certyfikacji, który ma gwarantować, że spełniają europejskie standardy w zakresie zarządzania wolontariuszami.

## Budżet
W 2013 r. budżet pomocowy DG ECHO wynosił niecały 1% łącznego budżetu UE. Ponadto w związku z kryzysami i nieoczekiwanymi klęskami i katastrofami Komisja Europejska wyasygnowała dodatkowe środki z rezerwy na pomoc nadzwyczajną. W 2013 r. łączny budżet (wraz ze środkami ze wspomnianej rezerwy) zamknął się kwotą 1,35 mld EUR. DG ECHO udzieliła pomocy humanitarnej ponad 124 mln ludzi w 90 krajach spoza UE, z których 39 zostało uznanych za kraje znajdujące się w sytuacji kryzysowej. W 2013 r. mechanizm ochrony ludności został użyty 36 razy w odniesieniu do sytuacji kryzysowych w UE i poza nią.
Największy udział w budżecie mają środki na żywność i żywienie (40%). Inne ważne wydatki dotyczą m.in. sektora ochrony zdrowia i sektora medycznego, w tym pomocy psychospołecznej (13%), zaopatrzenia w wodę i kwestii sanitarnych (13%), zapewnienia schronienia i (19%), ochrony (7%). W 2013 r. DG ECHO przeznaczyła 3% budżetu (mniej niż w 2012 r.) na działania związane z zapewnieniem gotowości do zapobiegania skutkom klęsk żywiołowych. W tym samym roku wydatki na ochronę ludności stanowiły 2% budżetu.
W 2013 r. 40% budżetu zostało wydane w Afryce, 18% – w Azji, Ameryce Łacińskiej, na Karaibach i w regionie Pacyfiku, a 32% – na Bliskim Wschodzie i w regionie śródziemnomorskim.
W 2010 r. kwoty przeznaczone na pomoc rozwojową były rekordowe. Przy uwzględnieniu wartości pomocy udzielonej indywidualnie przez państwa członkowskie Unia Europejska jest największym dawcą pomocy na świecie. W 2010 r. wartość pomocy humanitarnej udzielonej na całym świecie wyniosła 9,8 mld EUR, z czego ok. 41% pochodziło z UE.
W przyjętym na 2014 r. budżecie na pomoc humanitarną i ochronę ludności zadeklarowano blisko 1 mld EUR.

## Strategia
Mandat DG ECHO obejmuje ochronę i zachowanie życia podczas sytuacji nadzwyczajnych oraz w następstwie takich sytuacji bez względu na to, czy są to klęski żywiołowe, czy katastrofy spowodowane przez człowieka. W duchu tych zasad Komisja co roku przygotowuje strategię służącą efektywnemu koordynowaniu i programowaniu działań oraz odpowiedniemu wdrażaniu bezstronnego podejścia opartego na potrzebach.
W 2013 r. DG ECHO zaplanowała skupienie swoich działań w zakresie pomocy humanitarnej w niemal 90 krajach. Wskazała również pięć największych akcji humanitarnych, wśród których wymieniła akcje prowadzone w regionie Sahelu w Afryce Zachodniej, w tym pomoc dla ofiar konfliktu w Mali (82 mln EUR); Sudanie i Sudanie Południowym (80 mln EUR); Demokratycznej Republice Konga (54 mln EUR); Pakistanie (42 mln EUR) oraz w Somalii (40 mln EUR). Ogólnie rzecz biorąc, 40% pomocy humanitarnej udzielanej przez DG ECHO trafia do Afryki Subsaharyjskiej.
Środki z budżetu rezerwowego zostały przeznaczone na duże akcje humanitarne związane z kryzysami w Syrii, Mali, regionie Sahelu, Sudanie Południowym, Demokratycznej Republice Konga, Mjanmie oraz z Filipiny. Środki z DG ECHO są również przeznaczane na pomoc związaną z zapomnianymi kryzysami, zwłaszcza w Bangladeszu, Kolumbii, Jemenie, Algierii, Pakistanie i Mjanmie.

## Opinia publiczna
Przeprowadzone w 2012 r. specjalne badanie Eurobarometru dotyczące pomocy humanitarnej wykazało duży poziom solidarności obywateli UE z ofiarami konfliktów i klęsk żywiołowych poza granicami UE. 9 na 10 obywateli UE uważa, że „UE powinna finansować pomoc humanitarną poza swoimi granicami”, a 8 na 10 stwierdziło, że „skoordynowane unijne działania na rzecz ochrony ludności są efektywniejsze niż tego typu działania podejmowane indywidualnie przez poszczególne kraje”.